# Хинчин, Александр Яковлевич
Алекса́ндр Я́ковлевич Хи́нчин (7 [19] июля 1894 или 19 июля 1894, Кондрово, Калужская губерния — 18 ноября 1959[…], Москва) — советский математик, профессор МГУ, один из наиболее значимых учёных в советской школе теории вероятностей. Член-корреспондент АН СССР (1939), действительный член АПН РСФСР (1944). Лауреат Сталинской премии второй степени за работы по теории вероятностей.

## Биография
Родился 7 (19 июля) 1894 года в селе Кондрово (ныне Калужская область), в семье инженера-технолога Якова Гершеновича Хинчина (1858—1941), впоследствии управляющего Кондровскими бумажными фабриками, затем — профессора и заведующего отделом НИИ древесины и Института народного хозяйства.
В 1904 году Александр поступил в Калужское реальное училище (находилось в Воскресенском переулке).
В отроческие годы увлекался поэзией. В 1908—1914 годах в Калуге были изданы его 4 небольших сборника. Знакомил со своими произведениями А. А. Блока, известно письмо Блока Хинчину с одобрением его творчества.
На выбор жизненного пути Хинчиным, по его собственному признанию, решающее влияние оказало знакомство с учебником математического анализа, который он изучил самостоятельно.
Учился с 1911 года на физико-математическом факультете Московского университета, где стал одним из первых учеников Н. Н. Лузина. Окончил университет в 1916 году. Преподавательская деятельность А. Я. Хинчина началась в 1918 году в Иваново-Вознесенске, куда он переехал с группой московских математиков во главе с Н. Н. Лузиным. Вскоре он стал первым деканом физико-математического факультета Иваново-Вознесенского педагогического института. В 1922 году вернулся в Москву, в созданный при Московском университете НИИ математики и механики.
В 1926 году он был приглашён заведовать кафедрой математического анализа Второго Московского государственного университета, а в 1927 году Хинчин был утверждён профессором МГУ. Степень доктора физико-математических наук была присуждена А. Я. Хинчину без защиты диссертации в 1935 году.
Член-корреспондент АН СССР (1939). Действительный член Академии педагогических наук РСФСР, один из её основателей (1943), автор трудов по методике преподавания математики.
В 1943—1957 годах А. Я. Хинчин заведовал кафедрой математического анализа мехмата МГУ.

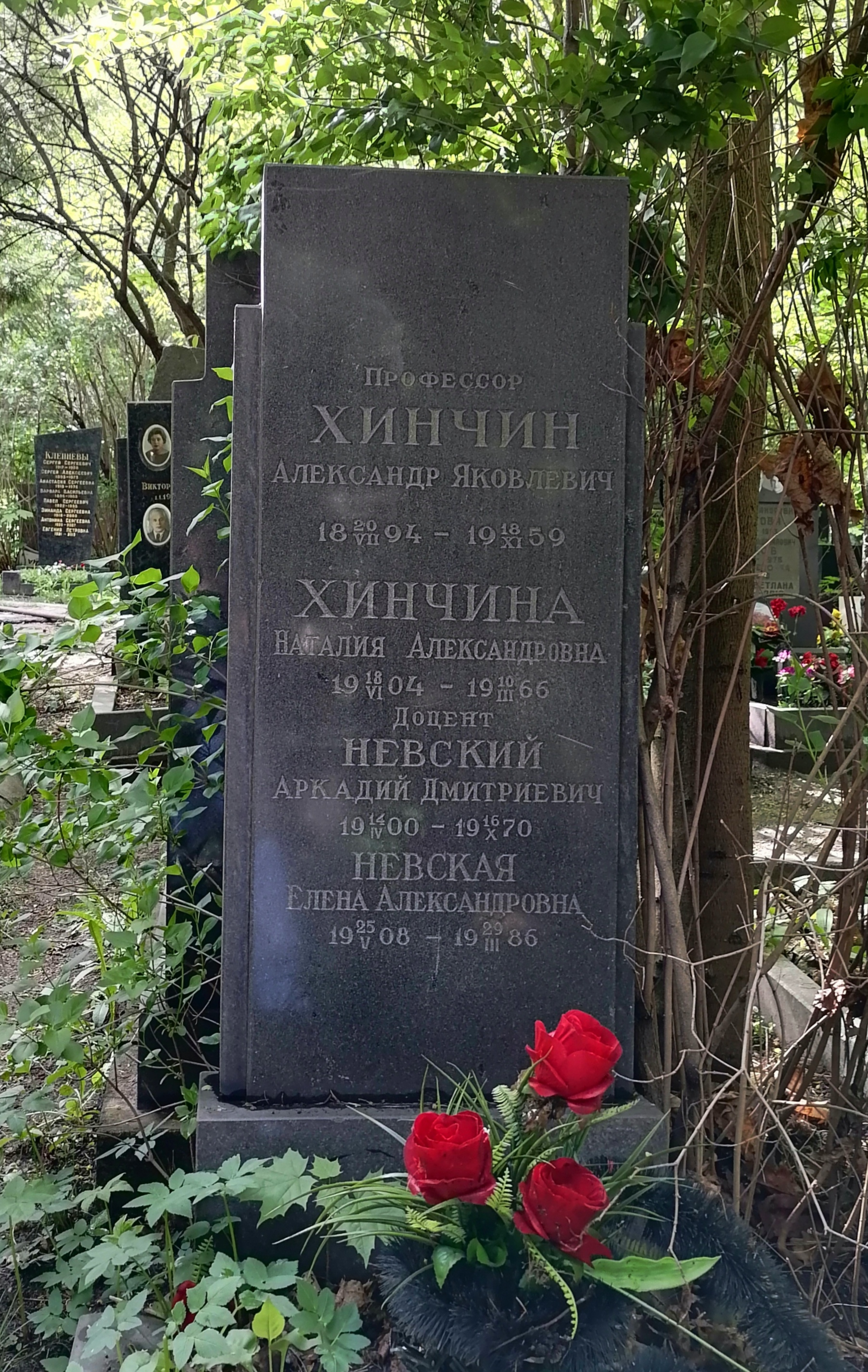
Могила на Донском кладбище

Скончался в Москве 18 ноября 1959 года. Похоронен на новом Донском кладбище (13 уч.).

## Научная деятельность
Ранние работы Хинчина относились к математическому анализу и теории функций вещественного переменного. В 1916 году он одновременно с А. Данжуа создал теорию аппроксимативных производных и обобщил понятие интеграла Данжуа (в узком смысле), придя к более общей конструкции интеграла Данжуа — Хинчина, которая позволяет восстанавливать первообразную функции по её аппроксимативной производной. В 1923 году установил неравенство Хинчина, дающее оценку сверху для {\displaystyle L_{p}}-нормы суммы независимых функций.
Позднее А. Я. Хинчин применил методы метрической теории функций к задачам теории вероятностей и теории чисел. Им получены важные результаты в области предельных теорем, открыт закон повторного логарифма. Одним из значительных результатов, принесших Хинчину мировую славу выдающегося математика, является формула Леви — Хинчина для характеристической функции процесса в теории стохастических процессов Леви.
А. Я. Хинчин совместно с А. Н. Колмогоровым положил начало общей теории случайных процессов, где, в частности, дал определение стационарного случайного процесса. Начиная с 1930 года занимался созданием теории массового обслуживания (в ней ему — наряду с другими результатами — принадлежит обоснование формулы Поллачека — Хинчина).
В теории чисел А. Я. Хинчину принадлежат работы по метрической теории чисел и теории диофантовых приближений. Хорошо известны фундаментальные результаты Хинчина, относящиеся к проблеме приближения действительных чисел рациональными числами.
А. Я. Хинчин — один из самых блестящих представителей Московской математической школы. Им получены основополагающие результаты в теории функций действительного переменного, теории чисел, теории вероятностей, статистической физике. Научное наследие Хинчина включает, в частности, 4 монографии по теории вероятностей, 3 — по статистической физике, 2 — по теории чисел.

## Награды и звания
- орден Ленина (1953)
- 2 ордена Трудового Красного Знамени (19 июля 1944, 10 июня 1945)
- орден «Знак Почёта» (1940)
- медали[8]
- Сталинская премия II степени (1941) — за научные работы по теории вероятностей: «Асимптотические законы теории вероятностей», опубликованную в 1936 году; «Об аналитических методах в теории вероятностей», опубликованную в 1938 году, «Предельные законы для сумм независимых случайных величин», опубликованную в 1938 году